# Рубець по-португальськи
Рубець по-португальськи (порт. Tripas à moda do Porto, або dobrada à moda do Porto, також тріпаш (tripas) – страва португальської кухні з яловичого рубця з білою квасолею, морквою та рисом. Вважається традиційною стравою міста Порту і широко відома у всій Португалії, де її також називають просто добрада.

## Історія
Стверджується, що страва була створена в 1415 в Порту, де розташовувалася верф Лорделу-ду-Ору. Кораблі та човни, які таємно будувалися там, доставляли португальців до Сеути, а потім використовувалися і для морських походів португальців. Про це ходило багато різних чуток: одні говорили, що човни призначалися для перевезення інфанти Олени до Англії, де пізніше вона вийде заміж; інші казали, що корабель мав відвезти короля Жуана I до Єрусалиму, щоб відвідати Труну Господню; але були ще ті, хто говорив, що армада призначена для того, щоб привести інфантів Педро та Енріке до Неаполя, щоб одружитися. Саме тоді інфант Енріке зненацька з'явився у Порту, щоб перевірити, як йдуть роботи на верфі. Попри те, що він був задоволений виконаною роботою, він думав, що можна було б зробити більше, і довірив майстру Вазу, виконробу будівництва, таємницю та справжні причини, що лежали в його основі: завоювання Сеути. Він попросив усіх причетних до більшої прихильності та жертв, і, своєю чергою, майстер Ваз запевнив інфанта, що вони зроблять те саме, що й тридцять років тому під час війни з Кастилією. Жителі забезпечили човни всім, що є в місті, віддавши все м'ясо тим, хто відпливав до африканського берега, і залишивши собі тільки нутрощі (тельбухи) тварин. Коли настав голод, городяни приготували дуже бідну страву, що складалася тільки з рубців та чорного хліба. Таким чином, жителі Порту винайшли рецепт приготування рубця, і це принесло їм прізвисько «tripeiros» (їдоки тельбухи/рубця).

## Див.також
- Трипа
- Хляки
- Ішкембе чорбаси